# MINIMOP
MINIMOP — операционная система для компьютеров серии 1900 компании ICL. MINIMOP предоставляла интерактивное окружение в режиме разделения времени, что в терминологии ICL обозначалось как MOP — Multiple Online Programming (множественное онлайн программирование). Функции пакетного выполнения заданий обеспечивались за счёт одновременной работы на этом же компьютере операционной системы GEORGE 2. Приставку MINI система получила, чтобы отразить её роль в качестве альтернативы MOP-возможностям системы GEORGE 3, для которой требовался более производительный компьютер.
Позднее в Университете Королевы Марии в Лондоне была разработана MAXIMOP, усовершенствованная операционная система почти полностью совместимая с MINIMOP.